# Angelo Mosso
Angelo Mosso (født 31. maj 1846 i Torino, død 24. november 1910 i Rom) var en italiensk fysiolog.
Mosso studerede ved flere italienske universiteter og gjorde tidligt fysiologien til sit specialfag, idet han blev elev af Moleschott og senere af Schiff i Firenze, Carl Ludwig (1816-95) i Leipzig og Paul Bert i Paris. Han udnævntes 1876 til professor i farmakologi i Turin og overtog 1880 professoratet i fysiologi der, efter at Moleschott var bleven forflyttet til Rom. Fra 1882 udgav han Archives italiennes de biologie.
Mossos fysiologiske arbejder, der ikke nævnes i kronologisk orden her, har strakt sig over flere forskellige områder. Han
undersøgte træthedsfænomenerne med ergografen (1890—91) og viste ved at indsprøjte blod fra udtrættede dyr, at trætheden skyldes et toksisk stof, som opstår ved musklernes kontraktion (La fatica, 1891, tysk udgave 1892), endvidere hjernens fysiologi, navnlig dens pulsation (1876) og blodomløbet i den (Über den Kreislauf des Blutes im menschlichen Gehirne, 1881) og dens varmeforhold (Die Temperatur des Gehirns, 1894).
Mosso er også den fysiolog, der opfandt den første neuroimaging teknik nogensinde . Mosso begyndte ved at optage pulsationen af den humane cortex hos patienter med kranier efter neurokirurgiske procedurer: Fra hans konstateringer, at disse pulsationer ændrer sig under mental aktivitet, konkluderede han, at under mentale aktiviteter øges blodgennemstrømningen til hjernen. Derefter opfandt Mosso den "menneskelige cirkulationsbalance", genopdaget af Stefano Sandrone og kolleger,til ikke-invasivt at måle omfordeling af blod under følelsesmæssig og intellektuel aktivitet også i raske fag.
Hans instrument til at registrere hjernepulsationen og til at måle den tid, et indtryk bruger for at nå fra huden til hjernen, skaffede ham en prisbelønning fra Accademia dei Lincei. Disse undersøgelser bragte ham ogsaa ind på rent psykologiske opgaver (La paura 1884, tysk udgave 1889), men han fortsatte dog sine neurofysiologiske undersøgelser, for eksempel ved eksperimenter over spiserørets peristaltik. Han viste her, at denne var afhængig af nervesystemet, idet peristaltiken ophævedes, når nerverne ødelagdes, men stadig fandt sted, når disse var uskadte, selv om
spiserøret var overskåret.
En anden række undersøgelser drejede sig om karrene (Von einigen neuen Eigenschaften der Gefässwand, 1874), navnlig deres pulsation, til hvis måling han opfandt et instrument, plethysmografen (Sur une nouvelle méthode pour écrire les mouvements des vaisseaux sanguins chez l’homme, 1876), der (sammen med Ludwig) anvendtes på exciderede nyrer, for at studere disses blodkar. Respirationsfysiologiske undersøgelser foretog han dels på Monte Rosa (1897), dels i sit laboratorium på Colle d’Olen (1908), navnlig for at vise indflydelsen af ophold i store højder, over snegrænsen (Fisiologia dell’ uomo sulle Alpi, 2. udgave 1898, tysk udgave 1899).